# Le Phénix ou le coffret de cristal
Le Phénix ou le coffret de cristal je francouzský němý film z roku 1905. Režisérem je Georges Méliès (1861–1938). Film trvá zhruba 2 minuty.

## Děj
Film zachycuje kouzelníka, jak předvádí své kouzelnické triky s hrací kostkou.